# Challenge of the Range
Challenge of the Range è un film del 1949 diretto da Ray Nazarro.
È un western statunitense con Charles Starrett, Paula Raymond e Billy Halop. Fa parte della serie di film western della Columbia incentrati sul personaggio di Durango Kid.

## Produzione
Il film, diretto da Ray Nazarro su una sceneggiatura di Ed Earl Repp, fu prodotto da Colbert Clark per la Columbia Pictures e girato nell'Iverson Ranch a Chatsworth, Los Angeles, California, dal 24 giugno al 2 luglio 1948.

## Distribuzione
Il film fu distribuito negli Stati Uniti dal 3 febbraio 1949 al cinema dalla Columbia Pictures.
Altre distribuzioni:
- in Brasile (Desafio da Serra)
- nel Regno Unito (Moonlight Raid)

## Promozione
La tagline è: Roughing up phantom rustlers!.